# João Bosco Mota Amaral
João Bosco Soares Mota Amaral GCC • GCIH (Ponta Delgada, 15 de Abril de 1943) é um político português, filiado no Partido Social Democrata.
Foi deputado à Assembleia Nacional (eleito como independente nas listas da Ação Nacional Popular) na Primavera Marcelista, últimos anos do Estado Novo. Com o advento da Democracia e da autonomia constitucional dos Açores foi eleito Presidente do Governo Regional dos Açores, cargo que exerceu desde 1976 até 1995. Foi deputado e Presidente da Assembleia da República.

## Família
Filho de José Mota Amaral (Lagoa, 16 de Julho de 1909 - Ponta Delgada, 20 de Novembro de 1970) e de sua mulher Maria Imaculada Soares Botelho (Ponta Delgada, 14 de Setembro de 1907 - Ponta Delgada, 11 de Novembro de 1991). 

## Biografia

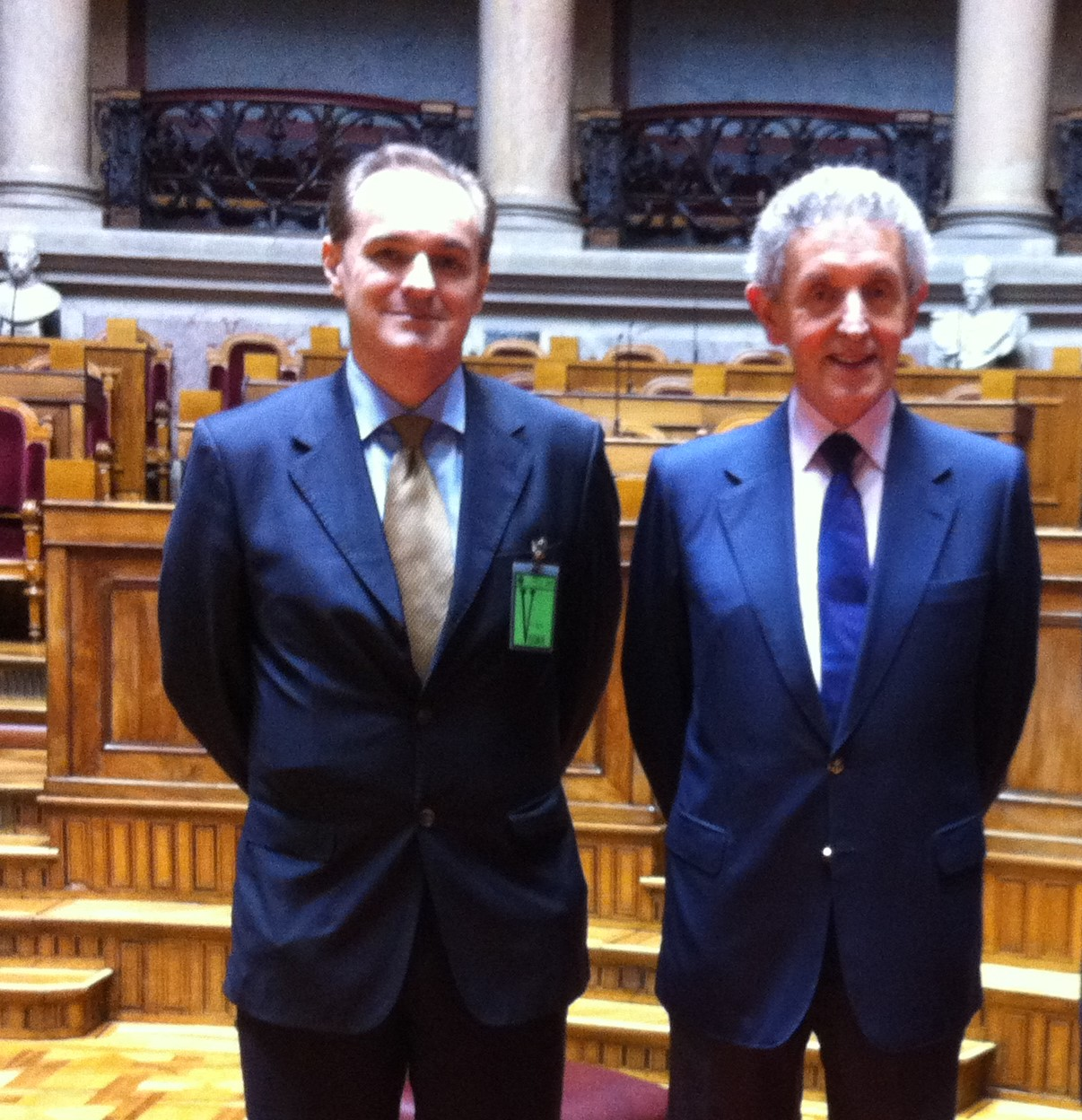
Mota Amaral com Hélder Fragueiro Antunes na Assembleia da República.

Nascido na ilha de São Miguel, concluiu os estudos secundários, em 1960, no Liceu Antero de Quental, recebendo o Prémio Nacional, correspondente à mais alta classificação do ano letivo em Portugal.
Licenciou-se em Direito, em 1965, na Faculdade de Direito da Universidade de Lisboa e concluiu, na mesma escola, com distinção, em 1966, o Curso Complementar de Ciências Político-Económicas, defendendo uma tese sobre o tema Responsabilidade Civil da Administração Pública.
Desde cedo iniciou colaboração na imprensa escrevendo sobre temas económicos, sociais e políticos. De 1965 a 1969 foi chefe de redacção da revista Rumo, de Lisboa. Colaborou também no vespertino micaelense Diário dos Açores.
A partir de 1967 exerceu advocacia em Lisboa, especializando-se em questões de direito administrativo e fiscal. A partir de 1975 transferiu o seu escritório de advogado para Ponta Delgada.
Entre 1969 a 1975 foi membro do Centro de Estudos Fiscais e participou, integrado na delegação portuguesa, nas negociações do Tratado de Comércio com a Espanha (1970) e em diversas reuniões do Grupo de Trabalho da OCDE sobre dupla tributação.
A convite do governo americano efectuou em 1972 uma visita de estudo aos Estados Unidos, onde pôde contactar directamente, pela primeira vez, as comunidades açorianas ali residentes.

## Percurso político
Tendo sido um dos fundadores, em Maio de 1974, do Partido Popular Democrático (PPD) nos Açores, desempenhou, desde essa data e até ao presente, cargos directivos nas estruturas partidárias:
- Foi Presidente da Comissão Política Regional do PSD de 1974 até Dezembro de 1995;
- É Presidente Honorário do PSD e da JSD dos Açores;
- Foi Vice-Presidente da Comissão Política Nacional do PSD entre 1995 e 1996 e Presidente do Conselho de Jurisdição Nacional, entre 1996 e 1999;
- É membro do Conselho Nacional e do Conselho Regional dos Açores do PSD;
- Desde Julho de 2000, preside ao Conselho de Administração do Instituto Francisco Sá Carneiro.

### Cargos públicos
Em 1969 foi eleito deputado pelo círculo de Ponta Delgada à Assembleia Nacional onde interveio em numerosas questões de interesse para Açores. Colaborou com Francisco Sá Carneiro na elaboração de um projecto de revisão constitucional, apresentado em 1970.
Em 1975 foi eleito deputado pelo círculo de Ponta Delgada, nas listas do PPD, à Assembleia Constituinte, onde liderou a actuação do PPD em defesa da autonomia política e administrativa dos Açores e da Madeira, colaborando, activamente, na redacção dos preceitos constitucionais sobre a matéria.
Fez parte da Comissão nomeada pela Junta Regional dos Açores para redigir o Projecto de Estatuto Provisório da Região Autónoma dos Açores e colaborou na redacção do Estatuto Político-Administrativo da Região Autónoma dos Açores.
Em 25 de Abril de 1976 foi eleito deputado (PPD) pelo círculo eleitoral dos Açores à Assembleia da República, mandato que suspendeu, a seu pedido, a 8 de Setembro do mesmo ano, para tomar posse do cargo de primeiro Presidente do Governo Regional dos Açores. Desempenhou esse cargo até Outubro de 1995, no seguimento de eleições democráticas, com periodicidade quadrienal, razão da suspensão dos sucessivos mandatos de deputado à Assembleia da República, para que foi eleito em 1976, 1979, 1980, 1983, 1985, 1987 e 1991.
Foi, até ao termo das suas funções como Presidente do Governo Regional, em Outubro de 1995, o cidadão com o maior número de anos consecutivos no exercício de um cargo governativo previsto na Constituição portuguesa de 1976.
A 19 de Abril de 1986 foi agraciado com a Grã-Cruz da Ordem do Infante D. Henrique.
Foi membro da Conferência Permanente dos Poderes Locais e Regionais da Europa, organismo especializado do Conselho da Europa, tendo lançado as iniciativas conducentes à realização, em 1981, nas Canárias, da I Conferência das Regiões Insulares Europeias e, em 1984, em Ponta Delgada, da II Conferência, de ambas as quais foi o relator-geral. Os documentos finais dessas conferências – a Declaração de Tenerife e a Declaração dos Açores – contêm o levantamento da problemática das ilhas europeias e lançam as bases de uma política europeia para as regiões insulares.
Foi também relator-geral da III Conferência das Regiões Insulares Europeias, realizada em 1991, em Marienham, nas ilhas Åland (Finlândia).
Fez parte, desde a fundação, da Comissão das Ilhas da Conferência das Regiões Periféricas Marítimas da Comunidade Europeia, exercendo funções como presidente da comissão entre 1994 e 1995. Foi vogal da Comissão Permanente da Assembleia das Regiões da Europa.
Designado pelo Conselho de Ministros da União Europeia membro do Comité das Regiões, criado pelo Tratado de Maastricht, foi eleito vice-presidente, cargo que exerceu de 1994 a 1995. Foi relator do primeiro parecer discutido a aprovado pelo Comité das Regiões, em Abril de 1994, relativo à criação do Fundo de Coesão.
Participou, como Orador Especial convidado, no Simpósio Internacional das Ilhas, realizado em Hiroshima, no Japão, em 1989; na Conferência Ilhas 2000, levada a efeito em 1992, em Taormina, na Sicília, durante a qual foi distinguido com o Prémio Castor e Pollux, da Liga Naval Italiana; e na I Cimeira dos Arquipélagos Irmãos do Hawaii, em Honolulu, também em 1992.
Foi, por inerência, Conselheiro de Estado e Membro do Conselho Superior de Defesa Nacional, do Conselho Superior de Segurança Interna, do Conselho Superior de Informações e do Conselho Nacional de Planeamento Civil de Emergência.
Em Maio de 1995, recebeu o título de Doutor Honoris Causa, em Ciências Económicas, pela Universidade dos Açores. Em 1998, foi-lhe conferido o grau de Mestre em Direito pela Faculdade de Direito da Universidade Clássica de Lisboa.
Nas eleições legislativas de 1995, foi eleito deputado à Assembleia da República e tendo-se demitido das funções de presidente do Governo Regional a 20 de Outubro de 1995, ocupou o lugar para que foi eleito na Assembleia da República.
A 15 de Dezembro de 1995 foi agraciado com a Grã-Cruz da Ordem Militar de Nosso Senhor Jesus Cristo.
A partir de 1996 foi vice-presidente da Mesa do Parlamento, membro da Comissão dos Assuntos Constitucionais, Direitos, Liberdades e Garantias, tendo nesta qualidade sido o relator da revisão do Estatuto Político-Administrativo da Região Autónoma dos Açores, realizada em 1998. Participou também na Comissão Eventual para a IV Revisão da Constituição (1997), tendo apresentado numerosas propostas de emenda sobre diversas questões de estrutura do Estado, com destaque para a modernização e ampliação do regime autonómico democrático insular.
Em Janeiro de 1999 foi eleito Presidente da Comissão de Fiscalização do Cumprimento das Obrigações dos Estados Membros do Conselho da Europa. Interveio, em representação do Presidente da Assembleia da República, na Conferência dos Presidentes dos Parlamentos da Bacia Mediterrânica, realizada em Atenas, em Abril de 1997.
Em Dezembro de 2001 tomou posse como Conselheiro de Estado, eleito pela Assembleia da República.
Desde Janeiro de 1996 e até à sua eleição como Presidente da Assembleia da República, manteve uma coluna semanal de comentário político no Diário de Notícias de Lisboa e ocasionalmente escreve para vários outros jornais.

### Atividade parlamentar
Foi eleito Presidente da Assembleia da República em abril de 2002, no início da IX Legislatura, cessando funções a 16 de Março de 2005.
Participou na Conferência dos Presidentes dos Parlamentos da Europa em Zagreb, Croácia, de 9 a 11 de Maio de 2002, e na Conferência dos Presidentes dos Parlamentos da União Europeia em Madrid, Espanha, de 7 a 9 de Junho do mesmo ano.
Durante o seu mandato, recebeu em Lisboa visita de vários Chefes de Estado, Presidentes de Parlamento, Primeiros-Ministros ou membros do Governo de vários países, nomeadamente: Alemanha, Itália, Irlanda, Áustria, Hungria, Polónia, Roménia, Bulgária, Grécia, Chipre, Turquia; Estónia, Letónia, Lituânia, República Checa, Eslováquia, Eslovénia; Brasil, Angola, Moçambique, Guiné-Bissau, Cabo Verde, São Tomé e Príncipe; Timor-Leste; Estados Unidos; China, Índia, Japão, Austrália, África do Sul, Singapura, Tailândia, Coreia do Sul, Arábia Saudita, Irão, Iraque, Kuweit, Argentina, Chile e Paraguai.
No início da IX Legislatura, foi aprovada uma profunda revisão do regimento da Assembleia da República, que ampliou os direitos dos partidos da oposição e tornou o Parlamento o centro do debate político, intensificando os mecanismos de fiscalização do Governo e instituindo os debates mensais com o Primeiro-Ministro.
Organizou em Lisboa, em Abril de 2003, a Conferência dos Presidentes dos Parlamentos dos Países Candidatos à Adesão à União Europeia; e em Abril de 2004, a Conferência dos Presidentes dos Parlamentos dos Países Lusófonos que se tornaram independentes após a revolução de 1974.
Organizou, nos Açores, em 2004, a Conferência Parlamentar comemorativa do 60º Aniversário do Acordo de Cooperação Militar Luso-Americano.
Foi reeleito deputado pelo círculo eleitoral dos Açores à Assembleia da República em 20 de Fevereiro de 2005 e novamente em 5 de Junho de 2011.

### Condecorações[4][5]
- Grã-Cruz da Ordem do Infante D. Henrique de Portugal (19 de Abril de 1986)
- Grande-Oficial da Ordem Nacional do Mérito de França (28 de Janeiro de 1991)
- Grã-Cruz da Ordem Militar de Nosso Senhor Jesus Cristo de Portugal (15 de Dezembro de 1995)
- Grã-Cruz do Mérito com Estrela da Ordem do Mérito da República Federal da Alemanha (18 de Maio de 1999)
- Grã-Cruz da Ordem do Mérito da República da Hungria (16 de Outubro de 2002)
- Grã-Cruz da Ordem Nacional do Cruzeiro do Sul do Brasil (16 de Setembro de 2003)
- Grã-Cruz da Ordem do Mérito da Polónia (8 de Julho de 2004)
- Grande Condecoração de Honra em Ouro com Banda da Condecoração de Honra por Serviços à República da Áustria (31 de Janeiro de 2005)
- Grã-Cruz da Ordem de Bernardo O'Higgins do Chile (2 de Dezembro de 2005)

É Cidadão Honorário dos concelhos de Vila Franca do Campo, de Santa Cruz da Graciosa e das Lajes das Flores. Recebeu a Chave de Ouro da Cidade de Ponta Delgada.